# Anthophora qinghaiensis
Anthophora qinghaiensis är en biart som beskrevs av Wu 2000. Anthophora qinghaiensis ingår i släktet pälsbin, och familjen långtungebin. Inga underarter finns listade i Catalogue of Life.